# Friend or Foe (Lied)
Friend or Foe (dt. Freund oder Feind) ist ein Popsong des russischen Duos t.A.T.u. Er war die zweite Singleauskopplung aus ihrem zweiten englischsprachigen Album Dangerous and Moving. Komponiert wurde das Lied von Martin Kierszenbaum und Dave Stewart, Sting spielt den Bass und Bryan Adams zeichnete verantwortlich für das Cover.

## Veröffentlichungen und Erfolg
Ursprünglich war eine Veröffentlichung der CD-Single für Anfang Dezember 2005 geplant. Aus unbekannten Gründen wurde dieser Termin auf Januar/Februar des Folgejahres verschoben. Zu diesem Zeitpunkt war die Vorgängersingle All About Us bereits aus allen wichtigen Hitparaden herausgefallen, einschließlich der deutschen und der britischen. Nachträglich wurde die verspätete Veröffentlichung sowie mangelnde Promotion für das schlechte Abschneiden der Single in den Charts verantwortlich gemacht.
In Russland wurde nur eine Remix-Version (Morels Pink Noise Radio Edit) veröffentlicht; diese erreichte Platz 16 der Charts und hielt sich 26 Wochen lang in den Top 100, beziehungsweise 40 Wochen insgesamt in der russischen Hitparade. In Italien erreichte die Single Platz 16 der Charts und hielt sich sieben Wochen lang. In Ungarn war das Lied am erfolgreichsten und belegte Platz drei der Charts. Friend or Foe schaffte zwar den Charteinstieg in Ländern wie Großbritannien, Irland, Tschechien, den Niederlanden und der Schweiz, erreichte aber nur mittelmäßige Platzierungen und war auch nur kurz in den nationalen Hitparaden vertreten. In Polen schaffte es das Lied auf Platz acht, in den weltweiten Radio-Airplay-Charts erreichte es Rang fünf.
Es erschien auch eine Maxi-Single mit dem Titel Friend or Foe (Remixes), die zur Promotion des eigentlichen Liedes diente. Friend or Foe (Remixes) enthält 13 verschiedene Remixe des Liedes, und wurde unter anderem in Großbritannien und Russland veröffentlicht.
Benjamin Fuchs von laut.de bezeichnet das Lied in seiner Kritik als „unterdurchschnittlichen Halbrocksong“, der durch „Elektroschnickschnack à la Musikraupe“ zusammengehalten werde.

## Musikvideo
Vom 16. bis zum 17. Oktober 2005 standen t.A.T.u. in Los Angeles für das Musikvideo zum Song vor der Kamera. James Cox führte Regie; als Produzent fungierte Billy Parks. Gedreht wurde das Video im Bronson Canyon im Griffith Park in Los Angeles. Jelena Katina und Julija Wolkowa, beide in schwarz gekleidet, fahren in einem Chevrolet Chevelle in eine Höhle des Canyons. Dort betreten sie eine kleine Bühne und singen ihren Song vor einigen Personen, während diese dazu tanzen. Im Mittelteil des Videos verlässt Wolkowa die Bühne und spielt ein kurzes Piano-Solo, nach dem die beiden Sängerinnen mit der Darbietung des Liedes fortfahren. Die Erstveröffentlichung des Videos fand am 8. November 2005 statt.

## Chartplatzierungen
| ChartsChartplatzierungen     | Höchstplatzierung | Wochen |
| ---------------------------- | ----------------- | ------ |
| Schweiz (IFPI)               | 75 (2 Wo.)        | 2      |
| Vereinigtes Königreich (OCC) | 48 (1 Wo.)        | 1      |

## Titelliste der Single
UK Maxi-Single
1. Friend or Foe (Single-Version)
2. All About Us (Sunset in Ibiza Radio Mix By Guéna LG)
3. Friend or Foe (Morel’s Pink Noise Mix)
4. Friend or Foe (Musik-Video)

Französische Maxi-Single
1. Friend or Foe (Glam as You Mix By Guéna LG)
2. Friend or Foe (Lenny Bertoldo Club Mix)
3. Friend or Foe (L.E.X. Massive Dub)
4. Friend or Foe (Morel’S Pink Noise Dub)
5. Friend or Foe (Lenny Bertoldo Dub)

Europäische Maxi-Single
1. Friend or Foe (Single-Version)
2. Friend or Foe (L.E.X. Global Oxygen Edit)
3. Friend or Foe (Morel’s Pink Noise Mix)
4. Friend or Foe (Musik-Video)

The Remixes
1. Friend or Foe (L.E.X. Club Mix)
2. Friend or Foe (L.E.X. Global Oxygen Mix)
3. Friend or Foe (Morel’s Pink Noise Mix)
4. Friend or Foe (Lenny B Club Mix)
5. Friend or Foe (L.E.X. Massive Club Edit)
6. Friend or Foe (L.E.X. Global Oxygen Edit)
7. Friend or Foe (Morel’s Pink Noise Radio Edit)
8. Friend or Foe (Lenny B Club Radio Edit)
9. Friend or Foe (L.E.X. Massive Dub)
10. Friend or Foe (Morel’s Pink Noise Dub)
11. Friend or Foe (Lenny B Dub)
12. Friend or Foe (Glam as You Mix)
13. Friend or Foe (Glam as You Radio Mix)